# 大昭和製紙硬式野球部
大昭和製紙硬式野球部（だいしょうわせいしこうしきやきゅうぶ）は、かつて静岡県富士市に本拠地を置き、日本野球連盟に加盟していた社会人野球の企業チームである。

## 概要
1947年、大昭和製紙が静岡県吉原市を本拠地とし、専務だった斉藤了英が総監督兼投手となり部員12人で創部した。
1953年には都市対抗で初優勝し、荒川宗一、石井藤吉郎、徳丸幸助のクリーンナップを擁する当時のチームは「東海の暴れん坊」と呼ばれた。1951年から1962年にかけては都市対抗の山静地区予選で11連覇を達成するなど、同地区の河合楽器や日本軽金属の前に立ちはだかった。1965年に設立された野球部後援会には後に企業・個人合わせて約1,000人が加入するなど地元で熱烈な支持を受け、会長となった斉藤了英も強く支援していた。
1966年11月1日、市町村合併により本拠地が静岡県富士市に変更となる。
1970年、1980年にも都市対抗で優勝したが、本体の業績悪化により1981年に休部した。しかし富士市民から復活を要望する82,000名の署名が集まった事もあり、2年半後の1984年に活動を再開している。
しかし、1990年代に入ると製紙業界の不況で1993年まで本体が3期連続の赤字となり、同年の中間決算では負債が約4,400億円に達した。さらにゼネコン汚職事件に関連して名誉会長の斉藤了英と副会長の清沢平が逮捕され、同年11月29日に北海道白老町の野球部やボウリング部、陸上部とともに休部が発表された。富士野球部の年間経費は5,000-6,000万円であり、当時の本体には運営する余裕がなかったという。既に翌年入社する新人も6人内定していたが白紙とし、24人いた部員は12人が他企業に移籍し、残り12人は大昭和製紙に残った。
地元市民や斉藤滋与史からは復活を求める意見もあったが、1996年に正式に廃部となっている。
なお、大昭和製紙は2003年に日本製紙グループに吸収合併され日本大昭和板紙となり、2012年のグループ再編にともない日本製紙となった。そのため日本製紙石巻野球部にはOBの監督、コーチが在籍していた。

## 設立・沿革
- 1947年 - 静岡県吉原市を本拠地とし、『大昭和製紙』として創部。
- 1948年 - 都市対抗野球に初出場。
- 1953年 - 都市対抗野球で初優勝。
- 1966年 - 市町村合併により、本拠地が静岡県富士市となる。
- 1970年 - 都市対抗野球で2度目の優勝。
- 1980年 - 都市対抗野球で3度目の優勝。
- 1981年 - 日本選手権に初出場。シーズン終了後に休部。
- 1984年 - 活動再開
- 1993年 - シーズン終了後に休部。
- 1996年 - 廃部。

## 主要大会の出場歴・最高成績
- 都市対抗野球 -  出場36回、優勝3回（1953年、1970年、1980年）
- 日本選手権 - 出場2回
- JABA東京スポニチ大会 - 優勝2回（1953年、1978年）
- JABA北海道大会 - 優勝2回（1962年、1967年）
- JABA新潟大会 - 優勝6回（1955年、1961年、1973年、1977年、1978年、1981年）
- JABA富山市長旗争奪富山大会 - 優勝1回（1979年）
- JABA長野県知事旗争奪野球大会 - 優勝2回（1963年、1968年）
- JABA静岡大会 - 優勝9回（1955年、1958年、1965年、1966年、1970年、1974年、1976年、1979年、1980年）
- JABAベーブルース杯争奪大会 - 優勝3回（1954年、1969年、1988年）
- JABA高山市長旗争奪飛騨高山大会 - 優勝1回（1990年）
- JABA京都大会 - 優勝2回（1970年、1971年）
- JABA岡山大会 - 優勝1回（1954年）
- JABA九州大会 - 優勝3回（1951年、1968年、1969年）

## 主な出身プロ野球選手
- 岡本三男（捕手） - 1950年に西日本パイレーツに入団
- 久保木清（外野手） - 1950年に読売ジャイアンツに入団
- 石川進（外野手） - 1954年に高橋ユニオンズに入団
- 荒川宗一（外野手） - 1956年に高橋ユニオンズに入団
- 浦田直治（捕手） - 1957年に西鉄ライオンズに入団
- 安藤治久（投手） - 1959年に阪急ブレーブスに入団
- 横山昌弘（外野手） - 1959年に中日ドラゴンズに入団
- 福嶋久晃（捕手） - 1966年ドラフト外で大洋ホエールズに入団
- 三輪田勝利（投手） - 1969年ドラフト1位で阪急ブレーブスに入団
- 小松健二（外野手） - 1970年ドラフト1位で阪急ブレーブスに入団
- 望月充（外野手） - 1971年ドラフト3位で阪神タイガースに入団
- 安田猛（投手） - 1971年ドラフト6位でヤクルトアトムズに入団
- 成重春生（投手） - 大昭和製紙北海道に移籍後、1971年ドラフト8位でロッテオリオンズに入団
- 加藤初（投手） - 1971年ドラフト外で西鉄ライオンズに入団
- 小田義人（内野手） - 1972年ドラフト2位でヤクルトアトムズに入団
- 松林茂（投手） - 大昭和製紙北海道に移籍後、1972年ドラフト2位で広島東洋カープに入団
- 小俣進（投手） - 1972年ドラフト5位で広島東洋カープに入団
- 米谷延夫（捕手） - 1974年ドラフト5位で南海ホークスに入団
- 鍵谷康司（内野手） - 1975年ドラフト4位で日本ハムファイターズに入団
- 三枝規悦（投手） - 金指造船から移籍。1976年ドラフト外で阪急ブレーブスに入団
- 佐々木正行（外野手） - 1980年ドラフト2位でヤクルトスワローズに入団
- 杉本正（投手） - 1980年ドラフト3位で西武ライオンズに入団
- 倉田邦房（投手） - 1981年ドラフト3位で中日ドラゴンズに入団
- 上川誠二（内野手） - 三協精機から移籍。1981年ドラフト外で中日ドラゴンズに入団

## 元プロ野球選手の競技者登録
- 北川桂太郎（元毎日オリオンズ他） - 内野手（1953年 - 1955年）→高橋ユニオンズ
- 吉江英四郎（元読売ジャイアンツ他） - 投手→退団

## かつて在籍していた選手
- 浅井礼三 - 野球部創設に関わり、選手としても在籍した[8]。
- 石井藤吉郎（外野手） - 野球殿堂表彰者（競技者表彰、1995年）
- 我喜屋優（外野手） - 大昭和製紙北海道に移籍後、現在は興南高校野球部監督
- 鈴木政明（投手） - 旧姓・山根。休部後ヤマハ発動機を経てプリンスホテルに移籍し、都市対抗20年連続出場を果たす。
- 高梨英夫（内野手） - 大昭和製紙北海道に移籍後、都市対抗野球大会10年連続出場（1981年）
- 野村徹（捕手） - 1999年から2004年まで早稲田大学野球部の監督を務めた
- 山本秀樹（内野手） - ヤマハ発動機を経て、日本楽器（現在のヤマハ）に移籍し、引退後は監督を務めた。